# Surpierre
Surpierre (frp. Supyêra) – gmina (fr. commune; niem. Gemeinde) w Szwajcarii, w kantonie Fryburg, w okręgu Broye. Jest eksklawą kantonu. 1 stycznia 2005 do gminy przyłączono gminę Praratoud, 1 stycznia 2017 gminę Villeneuve, a 1 stycznia 2021 gminę Cheiry.

## Demografia
W Surpierre mieszka 1208 osób. W 2020 roku 13,5% populacji gminy stanowiły osoby urodzone poza Szwajcarią.